# تپه‌های دوگانه لگران
تپه‌های دوگانه لگران مربوط به هزاره اول قبل از میلاد است و در شهرستان مشگین‌شهر، بخش مرکزی، روستای لگران واقع شده و این اثر در تاریخ ۷ مهر ۱۳۸۱ با شمارهٔ ثبت ۶۲۳۹ به‌عنوان یکی از آثار ملی ایران به ثبت رسیده است.